# Slow Down (Dauve Bob)
"Slow Down" (srp. Uspori) je pesma holandskog pevača Dauve Boba kojom je predstavljao Holandiju na Pesmi Evrovizije 2016 i koju je napisao uz Jan Petra Hoekstra i Jeroen Overman. Pesma je objavljena za digitalno preuzimanje 5. marta 2016. preko "Universal Music Netherlands" kao vodeći singl njegovog albuma Fool Bar. Na samom takmičenju, Dauve se takmičio u prvom polu-finalu koje je održano 10. maja 2016 u kojem je prošao u veliko finale. U finalu je osvojio 11. mesto sa 153 poena.